# Acolasis anitoba
Acolasis anitoba är en fjärilsart som beskrevs av Achille Guenée 1852. Acolasis anitoba ingår i släktet Acolasis och familjen nattflyn. Inga underarter finns listade i Catalogue of Life.